# ルーカス・プシネリ
ルーカス・プシネリ（Lucas Andrés Pusineri Bignone, 1976年7月16日 - ）は、アルゼンチン・ブエノスアイレス出身の元サッカー選手、サッカー指導者。現役時代のポジションはミッドフィールダー。

## 経歴
地元のクラブであるクラブ・アルマグロでデビューし、そのシーズンに29試合で11得点を挙げた。すぐにCAサン・ロレンソ・デ・アルマグロがプシネリと契約し、クラウスーラ2001優勝を果たした。サン・ロレンソでの3年間に61試合に出場し、11得点を挙げた。2002年、CAインデペンディエンテに移籍し、アペルトゥーラ2002優勝を果たした。2003年、ロシアのサトゥルン・ラメンスコーエに移籍したが、1年でインデペンディエンテに復帰した。2006年、ダニエル・パサレラが監督を務めていたCAリーベル・プレートに移籍したが、またもや1年でインデペンディエンテに復帰した。

## タイトル
サン・ロレンソ
- プリメーラ・ディビシオン : 2000-01C
- コパ・メルコスール : 2001

インデペンディエンテ
- プリメーラ・ディビシオン : 2002-03A